# SpVgg Griesheim 02
Die SpVgg Griesheim 02 ist ein Fußballverein aus dem westlichen Stadtteil Griesheim von Frankfurt am Main, der in den 1950er Jahren in den obersten Amateurklassen eine gewichtige Rolle spielte.

## Geschichte
Im von Industrieanlagen und Arbeiterwohnungen geprägten Griesheim entstand am 4. Mai 1902 als erster Fußballverein die FC Alemannia. Dieser Verein zählte 1919/20 zu den Gründungsmitgliedern der Kreisliga Hessen. Die „Griesemer“ im Frankfurter Westen vereinigten sich 1923 mit dem FV Viktoria zur Spielvereinigung 02.
Die Spielvereinigung gehörte unmittelbar nach dem Zweiten Weltkrieg 1945/46 der Landesliga Großhessen-West an und landete 1950 in der Aufstiegsrunde zur 1. Amateurliga Hessen. Sportlich nicht qualifiziert, aber durch die Einführung der II. Division im Süden wurden noch zusätzliche Plätze frei, stiegen die 02er doch zur Runde 1950/51 in das hessische Amateuroberhaus auf. Die „Schwarz-Weißen“ waren in den nächsten Jahren vor allem auf dem heimischen „Ascheplatz“ an der Griesheimer Eichenstraße eine Macht. Im Debütjahr 1950/51 belegte Griesheim 02 hinter Olympia Lampertheim, Borussia Fulda, FC Hanau 93, SC Kassel 03 und Rot-Weiss Frankfurt den 6. Tabellenplatz. Im Jahr 1954 kam Erwin Stein gemeinsam mit Bruder Walter von Olympia 07 an die Eichstraße und entwickelte sich rasant zu einem überdurchschnittlich torgefährlichen Stürmer. In der Runde 1957/58 schlug sich das auch mit dem fünften Rang der Griesheimer mit 30:26 Punkten nieder. Als der Mittelstürmer im Jahr darauf seine Qualität noch weiter steigern konnte, und die Spielvereinigung auf 42:18 Punkte kam, war sogar der Aufstieg in die 2. Liga Süd greifbar. Am Ende setzte sich der VfL Marburg mit einem Punkt Vorsprung vor 02 durch und Erwin Stein unterschrieb zur Runde 1959/60 einen Vertrag beim Deutschen Meister Eintracht Frankfurt für die Oberliga Süd.
Im April und Mai 1959 hatte der Torjäger Berufungen in DFB-Teams erhalten: Am 15. April in die Amateurnationalmannschaft, am 20. Mai sogar in die A-Nationalmannschaft und am 27. Mai zum zweiten Mal in die Amateurauswahl. In den drei Länderspielen erzielten die DFB-Teams fünf Treffer – Erwin Stein war der alleinige Torschütze.
Im zweiten Jahr nach dem Verlust des Stürmerstars, 1960/61, ereilte die 02er der Abstieg aus der Amateurliga Hessen. Die Rückkehr in die Hessenliga konnte danach nie mehr realisiert werden. Aktuell (2016/17) spielt die SpVgg Griesheim 02 in der Gruppenliga Frankfurt West.